# Войцех Ґжедзінський
Войцех Ґжедзінський (пол. Wojciech Grzędziński; нар. 1980, м. Варшава, Польща) — польський фотожурналіст, лавреат премії World Press Photo, головний фотограф Канцелярії Президента Республіки Польща, а також особистий фотограф Президента Броніслава Коморовського (2011—2015).
Одна з його фотографій була обрана журналом Time серед 100 найкращих фотографій 2022 року.

## Життєпис
Закінчив Варшавський університет, де вивчав прикладні соціальні науки, реабілітаційну педагогіку та антропологію. Співпрацював з редакціями видань Rzeczpospolita та Dziennik. Як військовий фотожурналіст працював, зокрема, в Лівані, Грузії, Південному Судані, Афганістані та Україні. У 2009 році він отримав третє місце на конкурсі World Press Photo за фотографії, зроблені під час війни в Південній Осетії.
З лютого 2011 року був співробітником Канцелярії Президента Республіки Польща, де очолював команду фотографів, а також був головним особистим фотографом Президента Республіки Польща. Він обіймав цю посаду до кінця президентства Броніслава Коморовського.